# Mihtarlam (stad)
Mihtarlam (Pashto: مهترلام), ook wel Mehtar Lam, is de hoofdstad van de Afghaanse provincie Laghman en het centrum van het district Mihtarlam. Het is de enige grote stedelijke nederzetting in de provincie Laghman. De stad is gelegen in de vallei, die begrensd wordt door de districten Alishing en Alingar. De stad ligt 47 km ten noordwesten van de stad Jalalabad.